# Tomba della Pania
La tomba della Pania è una delle circa quindici tombe etrusche dipinte conosciute a Chiusi. Si trova in località Melagrano-La Macchia-Pania, a poca distanza dall'abitato.
Si tratta di una delle camere sepolcrali attribuite come più antiche, databile al VI secolo a.C., e presenta un apparato decorativo molto semplice, mentre più ricco era il corredo dei due defunti, uno inumato e uno incinerato: suppellettili in metallo, in bucchero, armi, peste vitree e soprattutto la famosa pisside della Pania, un raffinato secchiello portagioielli istoriato in avorio, oggi conservato nel Museo archeologico nazionale di Firenze.